# Андриановка (Тамбовская область)
Андриа́новка — деревня в Мучкапском районе Тамбовской области. Административный центр Заполатовского сельсовета.

## География
Деревня находится на правом берегу реки Вороны, практически на стыке трёх областей России — Тамбовской, Воронежской и Саратовской. Расположена в 160 км южнее Тамбова, в 650 км от Москвы, в 1340 км от Санкт-Петербурга.

## История[1]
Первое упоминание о деревне было в 1816 году в документах ревизской сказки. Эту дату принято официально считать годом основания Андриановки. Название деревни связано, скорее всего, с фамилией основателей — Андриановых (Андреяновых), либо, что менее вероятно, произошло от имени Андрей (Андриан, Андреян).
Большую роль в истории Андриановки сыграл депутат Третьей Государственной Думы от Тамбовской губернии Василий Михайлович Петрово-Соловово. Он приходился племянником русскому драматургу и почётному академику Петербургской Академии наук Александру Васильевичу Сухово-Кобылину. Имение Петрово-Соловово процветало до революции. В имении были ухоженная роща и сосновая аллея. В 1925 году имение было занесено в реестр охраняемых государством памятников архитектуры, но к тому времени оно было уже разграблено и многие постройки сожжены дотла.
Районная и областная принадлежность деревни неоднократно менялась. С момента своего основания и до 1928 г. Андриановка входила в состав Борисоглебского уезда Тамбовской губернии. На карте 1903 г. она обозначена как Андреяновка, а на карте 1911 г. отсутствует, поскольку указаны только сёла. С 14 мая 1928 г. и до июля 1930 г. входила в состав Мучкапского района Борисоглебского округа Центрально-Чернозёмной Области (ЦЧО) с центром в Воронеже. Затем до 27 сентября 1937 входила в состав Воронежской области. С 1937 г. до середины 50-х гг. XX века была в составе Шапкинского района Тамбовской области. С 6 января 1954 г. по 19 ноября 1957 г. — в составе Балашовской области. С 1957 года Андриановка находится в составе Заполатовского сельского совета Мучкапского района Тамбовской области.

## Демография
Постоянное население Андриановки по данным  переписи составляет 517 человек, из них:
- мужчин — 237
- женщин — 280

## Экономика
- ООО «Рассвет»

## Образование и культура
В деревне имеются:
- Дом культуры
- Средняя школа, история которой ведётся с 1 сентября 1897 года
- Дом, где жила Герой Социалистического Труда свинарка колхоза имени Калинина А.В. Любовшина.